# Matthew Lipman
Matthew Lipman (Vineland, 24 agosto 1923 – West Orange, 26 dicembre 2010) è stato un insegnante, scrittore e filosofo statunitense.
È stato il fondatore e il promotore del progetto educativo della Philosophy for Children, che ha lo scopo di portare la filosofia ai bambini. La sua decisione di portare la filosofia ai giovani provenne dalla sua esperienza come professore di logica all'università della Columbia dove, vedendo le scarse capacità di ragionamento dei suoi studenti, maturò l'interesse di sviluppare le loro capacità di ragionamento logico e di pensiero astratto a partire dall'età infantile. 

## Biografia
Matthew Lipman nacque il 24 agosto 1923 a Vineland, New Jersey; studiò alle università di Stanford, della Columbia e della Sorbona di Parigi. Nel 1943 si presentò volontario per entrare nel corpo dell'aeronautica, ma venne rifiutato per problemi di vista; fu reclutato nella fanteria e ciononostante ebbe il permesso di proseguire gli studi universitari in preparazione alla laurea in ingegneria all'università di Stanford in California. Lì un professore di inglese si interessò di lui e gli parlò della filosofia, menzionando Aristotele e Hume, offrendogli due libri che raccontavano qualcosa degli anni che John Dewey aveva trascorso alla Columbia University. Da qui nacque la sua idea di iscriversi al corso di filosofia alla Columbia. Quando finì la guerra, rimase per un anno in Europa e seguì dei corsi di filosofia, per essere accettato solo nel 1946 dalla Columbia University. Nel 1954 conseguì il dottorato in filosofia nella Columbia di New York e divenne professore della medesima disciplina in quella stessa università. Nello stesso periodo insegnò anche al Sarah Lawrence College e al City College di New York. Nel 1969 Lipman pubblicò il suo primo racconto filosofico, Il prisma dei perché (Harry Stottlemeier's Discovery).
Nel 1972 Lipman lasciò l'università della Columbia per il Montclair State College per creare l'Istituto per la Promozione della Philosophy for Children (IAPC) dove egli cominciò a portare la filosofia nelle classi del primo ciclo di istruzione a Montclair. La Philosophy for Children diventò in poco tempo un movimento nazionale. Lo IAPC continua a sviluppare e a pubblicare programmi di studi, lavorando intenzionalmente per promuovere e migliorare la filosofia per bambini.
Il matrimonio di Lipman con la sua prima moglie finì con il loro divorzio e morì all'età di 87 anni a West Orange, nel New Jersey il 26 dicembre 2010.

## Pensiero
Matthew Lipman quando diventò professore alla Columbia University si soffermò a riflettere sulla limitata capacità di pensiero dei giovani studenti. Sua convinzione era che, per poter ragionare nella maniera corretta da adulti, bisogna essere stati educati nel modo corretto fin da bambini. Al tempo si era convinti che i bambini prima dei dieci anni non potessero formulare pensieri complessi; infatti, l' «educazione al pensare» non è mai stata una reale preoccupazione per gli studiosi, anzi è sempre stato un argomento trascurato. Egli si pose in opposizione rispetto al modello educativo dell'epoca, che si basava su un insegnamento frontale, meccanico, tralasciando capacità logiche e di ragionamento dei bambini. Al fine di risolvere questo grande problema, Lipman decise di cimentarsi come pedagogista e pedagogo che cerca di formare degli adulti capaci di pensare. Come soluzione l'autore propose di stimolare i bambini, fin dalle scuole elementari, ad affrontare i problemi con mentalità filosofica in piccoli o grandi gruppi. Da questo punto di vista, sostenne che il "pensare filosofico" non è riferibile solo a chi vuole compiere come mestiere il filosofo, ma è utile nella vita quotidiana di tutti i giorni per risolvere adeguatamente i problemi anche più banali e comuni.
Sulla base di queste idee nacque il programma «P4C»: «Philosophy for Children». Un programma che è stato diffuso a livello internazionale e che ha aiutato in particolare la promozione culturale e sociale anche nei paesi svantaggiati, grazie ad un curriculum standard che viene modellato e adattato in relazione alle condizioni e alle necessità economico-sociali-culturali dei singoli paesi. Matthew Lipman è stato in grado di smontare il pregiudizio per cui i ragazzi preferiscano le attività fantastiche rispetto alle attività che implicano il ragionamento. Ha dimostrato che i bambini sono in grado di considerare e comprendere le cose non solo nella loro forma concreta, ma anche in quella astratta. Infatti, se i bambini sono adeguatamente stimolati attraverso la risoluzione di problemi che implicano il ragionamento logico, sono capaci di fare un uso consapevole del pensiero critico, inteso nel suo significato filosofico principale: comprendere il perché delle cose e dei fatti.
Dopo aver lasciato l'insegnamento alla Columbia University, Lipman si è dedicato all'«Institute for the Advancement of Philosophy for Children» (IAPC), da lui stesso creato presso il «Montclair State College». In questa istituzione ha collaborato con Ann Sharp, Fred Oscanyan e Joe Isaacson al fine di formare una nuova idea di educazione nei bambini, cercando di ricostruire l'educazione tradizionale ormai pietrificata dando una giusta formazione agli insegnanti.
La rivoluzione lipmaniana si basa sull'insegnamento e l'apprendimento dei contenuti che non vengono più meramente trasmessi dal docente allo studente, ma che vengono trasposti coinvolgendo le esperienze personali avute dal singolo alunno. Come altro aspetto fondamentale nella classe si deve formare una comunità di apprendimento dove ognuno ha un ruolo attivo nell'itinerario educativo. Questo sistema è stato applicato nei paesi più bisognosi in cui si è stati in grado di superare parzialmente l'emarginazione sociale degli individui e la crescita civile e democratica del corpo sociale. Infatti, per diffondere la P4C sono state creare strutture e gruppi di "formatori di formatori" con personale specializzato in grado di disegnare e applicare il curriculum lipmaniano rispetto alle esigenze educative dei diversi paesi.
In questo periodo il filosofo decise di curare la pubblicazione di libri destinati ai bambini con i corrispondenti manuali per gli insegnanti per fornire delle istruzioni per sviluppare chiari percorsi didattici che contengono scritture narrative, piani di discussione, giochi inventivi, creativi, simulativi ed esercizi. Il curricolo è composto da una serie di racconti (attualmente sono undici), costruiti per stimolare l'indagine e la riflessione filosofica nei bambini e nei ragazzi. I racconti sono destinati a fasce di età specifiche: L'ospedale delle bambole, ad esempio, è adatto ai piccoli della scuola dell'infanzia; Elfie, Pixie, Nous e Kio & Gus sono concepiti per la scuola elementare; Il prisma dei perché e Lisa per ragazzi della scuola media; fino ad arrivare a Suki e Mark, proposti per la scuola superiore. Ognuno di questi racconti è filosofico sia per le procedure di pensiero sia per i contenuti, perché è importante l'attivazione dei processi di indagine razionali, ma anche l'oggetto di riflessione.
In altre parole, in filosofia si pensa per pensare perché qualcosa ci fa pensare in quel modo. Ci sono dunque racconti che parlano di questioni esistenziali, altri della natura, della conoscenza, della politica; altri ancora di logica, di etica e di estetica. Va segnalato, inoltre, che attualmente esistono una serie di sub-curricoli, ideati da altri autori che gravitano intorno alla P4C, che intendono avvicinare problematiche specifiche, come la prevenzione della violenza sui minori attraverso la filosofia del corpo, oppure che si rivolgono a destinatari diversi, come gli adulti, o che si adattano meglio all'utilizzo in contesti non scolastici. Tutti questi strumenti servono a stimolare l'impegno nella ricerca comune. All'inizio della lezione di solito si fornisce una suggestione agli alunni-che può essere una racconto, una poesia o un dipinto- dalla quale devono nascere domande, ragionamenti e tentativi di argomentazione. Successivamente a questo, bisogna che sul tema nasca una discussione comune in cui tutti gli alunni offrono il loro contributo. Come dice lo stesso Lipman nella sua autobiografia intellettuale pubblicata con un titolo molto significativo: A life Teaching Thinking - si tratta di creare in tutti un'abitudine a pensare valutare e agire in autonomia, e pertanto a porsi le domande giuste, a porsele nel modo giusto, a mettere sotto verifica le risposte prodotte, avute o trovate. Per affrontare un problema, occorre stimolare dunque, in ciascuno dei membri della comunità d'apprendimento, l'attitudine alla multilateralità dell'approccio, magari anche l'abitudine alla negoziazione dei metodi e delle procedure, ma soprattutto l'adozione di forme cooperative e/o collaborative, e infine la socializzazione dei risultati. In ciò il ruolo del docente è quello della guida, con funzioni di stimolo intellettuale, di promozione relazionale, di sostegno intellettuale. Il suo compito deve essere quello di stimolo della discussione e, soprattutto, di orientamento e potenziamento dell'attività di ricerca, di raziocinio e di argomentazione.
Il punto di forza della dottrina di Matthew Lipman si basa sul formare la persona nella sua complessità, perché possa poi vivere meglio nella società moderna. «Sì, la Philosohy for Children sta diventando un movimento educativo a livello internazionale. Uno dei motivi potrebbe essere che il curriculum è stato originariamente scritto con l'idea di divenire la base di innumerevoli traduzioni. È inteso come qualcosa che possa prestarsi sia all'universalità che alla particolarità. Così può essere usato in una società di massa come la Cina, con un miliardo di abitanti, o nell'ambito di un piccolo villaggio della jungla del Guatemala, con solo poche centinaia di abitanti. Può essere adattabile ad esclusive scuole private o a scuole pubbliche in contesti degradati, con un'utenza svantaggiata sul piano economico e educativo. In esso c'è qualcosa per tutti e per ciascuno, perché la filosofia è un metodo, non un messaggio». «Negli ultimi anni c'è stato un improvviso rigurgito di interesse per le funzioni della democrazia. Si è incominciato a parlare di "democrazia forte", di "democrazia partecipativa", di "democrazia deliberativa"... e non accade solo in alcuni paesi, ma in tutto il mondo. È come se, una volta raggiunta la prima tappa del nostro viaggio con l'istituzione della democrazia, dovessimo impegnarci per scoprire come la democrazia possa funzionare al meglio. Molto dipende dagli stessi cittadini. I cittadini di una democrazia dovrebbero impegnarsi nel pensiero... Dovrebbero essere riflessivi, introspettivi, responsabili, ragionevoli, collaborativi, cooperativi... Alcune - o molte - di queste qualità potrebbero essere rinforzate mentre i futuri cittadini sono ancora a scuola... Se solo riconoscessimo che dobbiamo rinforzare le capacità riflessive di questi studenti, invece di aumentare a dismisura i contenuti di conoscenza da trasmettere loro o invece di credere di aver risolto ogni problema attraverso l'alfabetizzazione informatica... Ecco, l' "educazione al pensare", la promozione di un "pensiero di alto livello" dovrebbero essere un obiettivo primario per l'educazione nel ventunesimo secolo».

## Opere

### Racconti e manuali per la Philosophy for Children
La collana in lingua originale propone un ciclo costituito di vari racconti filosofici, dalla scuola dell'infanzia alla scuola secondaria di secondo grado. Ad ognuno di questi racconti si affianca il relativo manuale ad uso degli insegnanti. I principali sono i seguenti:
- Thinking Trees and Laughing Cats. A Thinking Curriculum for Pre-school Education (il testo comprende il racconto e insieme il relativo manuale)
- The Doll Hospital (L'ospedale delle bambole). Il manuale è: Dare senso al mio mondo. L'ospedale delle bambole. Manuale
- Elfie, col manuale: Elfie. Manuale. Mettiamo insieme i pensieri
- Kio and Gus (Kio & Gus), col relativo manuale: Stupirsi di fronte al mondo. Ragionare sulla natura. Manuale di «Kio & Gus»
- Pixie, il cui manuale è: Pixie. Manuale. Alla ricerca dei significati
- Nous, il cui manuale, ancora non tradotto in italiano, è: Deciding What to Do. Instructional Manual to Accompany Nous
- Geraldo. Il manuale, non tradotto in italiano, è: Discovering Our Voice. Instructional Manual to Accompany Geraldo
- Harry Stottlemeier's Discovery (Il prisma dei perché), col manuale: Il prisma dei perché. Manuale. L'indagine filosofica
- Lisa, il cui manuale è: Lisa. Manuale. L'indagine etica
- Suki, il cui manuale, non ancora tradotto in italiano, è: Writing. How and Why. Instructional Manual to Accompany Suki
- Mark, col manuale: Mark. Manuale. L'indagine sociale

In Italia la collana è edita da Liguori ed è attualmente composta dalla traduzione di sette racconti: L'ospedale delle bambole, Elfie, Kio & Gus, Pixie, Il prisma dei perché, Lisa e Mark.

### Saggi
- Educare al pensiero (2005)
- L'impegno di una vita: insegnare a pensare (2018)